# Albertine Sarrazin
Albertine Sarrazin (* 17. September 1937 in Algier; † 10. Juli 1967 in Montpellier) war eine französische Schriftstellerin.

## Leben
Albertine Sarrazin wurde als Findelkind mit achtzehn Monaten von einem bereits alten französischen Ehepaar adoptiert, mit zehn Jahren von einem Unbekannten vergewaltigt und von den Adoptiveltern in ein Erziehungsheim gesteckt. Sie verbrachte danach den größten Teil ihres Lebens in Erziehungsheimen, Besserungsanstalten und hinter Gefängnismauern. Den Freigang am Tag der Abiturprüfung nutzte sie, um nach Paris zu entkommen. Dort schlug sie sich als Prostituierte und mit Diebstählen durch, bis sie Emilienne, ihre Geliebte aus der Anstalt, wiedertraf. Gemeinsam verübten sie einen bewaffneten Raubüberfall. Albertine Sarrazin wurde zu sieben Jahren Jugendgefängnis verurteilt. Mit neunzehn gelang ihr die Flucht. Sie sprang über die Gefängnismauer, brach sich dabei den Fuß und wurde schwer verletzt von einem Mann aufgelesen. Julien Sarrazin war ebenfalls ein entlaufener Häftling, wurde zunächst ihr Freund, dann ihr Geliebter und schließlich ihr Ehemann. Die acht Jahre ihrer Ehe verbrachten sie überwiegend getrennt voneinander im Gefängnis, immer wieder verhaftet wegen Diebstählen und Hehlerei. Während dieser Zeit schrieben sie einander täglich heimliche Briefe.
Im Gefängnis begann Albertine Sarrazin ihre Erinnerungen und ihren Gefängnisalltag niederzuschreiben. 1964 in Freiheit, formulierte sie aus diesen Notizen ihre ersten Romane L’Astragale und La Cavale (dt. „Kassiber“, 1967, „Der Ausbruch“, 2018), die mit Fürsprache von Simone de Beauvoir im Folgejahr erschienen und als weibliche Knast- und Kriminellenromane für eine Sensation sorgten. Im selben Jahr folgte ihr dritter Roman La Traversière (dt. „Stufen“, 1970, „Querwege“, 2019).
Im Jahr 1966 wurde Albertine Sarrazin der Prix des Quatre Jurys verliehen. Im Jahr darauf ließ sie sich mit ihrem Mann in Les Matelles nieder; kurz darauf verstarb sie 29-jährig nach einer wegen Nachlässigkeiten der behandelnden Ärzte fehlgeschlagenen Nierenoperation.

## Film
Ihr Erstlingswerk L’Astragale wurde 1968 von Guy Casaril mit Marlène Jobert in der Hauptrolle und Horst Buchholz als Julien verfilmt (deutscher Filmtitel Astragal). Eine neue Filmversion mit Leïla Bekhti und Reda Kateb in den Hauptrollen entstand im Jahr 2015 mit dem deutschen Titel Das Sprungbein unter der Regie von Brigitte Sy.

## Hörspiel
In der Bearbeitung und Regie von Barbara Meerkötter wurde Astragalus mit der Komposition von Katrin Schüler-Springorum 2023 vom Bayerischen Rundfunk als Hörspiel inszeniert.

## Werke
- Der Astragal. Desch, München 1966.
- Kassiber. Desch, München/Wien/Basel 1967.
- Stufen. Desch, München 1970, ISBN 3-420-04592-1
- Astragalus. Mit einem Nachwort von Patti Smith, deutsch von Claudia Steinitz. Hanser, Berlin 2013, ISBN 978-3-446-24148-0.
- Der Ausbruch. Ink Press, deutsch von Claudia Steinitz, Zürich 2018, ISBN 978-3-906-81108-6.
- Querwege. Ink Press, deutsch von Claudia Steinitz, Zürich, 2019, ISBN 978-3906811123